# رامپور مانیاران
رامپور مانیاران (به انگلیسی: Rampur Maniharan) یک منطقهٔ مسکونی در هند است که در بخش صحرانپور واقع شده‌است. رامپور مانیاران ۲۲٬۵۵۱ نفر جمعیت دارد.